# Wald (Souabe)
Pour les articles homonymes, voir Wald.
Wald est une commune de Bavière (Allemagne), située dans l'arrondissement d'Ostallgäu, dans le district de Souabe.